# معدن زغال‌سنگ زمستان یورت آزادشهر
معدن زغال‌سنگ یورت آزادشهر یکی از معادن زغال‌سنگ ایران در شهرستان آزادشهر واقع در ۱۴ کیلومتری شهر آزادشهر در استان گلستان قرار دارد. این معدن در ۹۰ کیلومتری شرق گرگان (مرکز استان گلستان) قرار دارد.
طی انفجاری که روز چهارشنبه ۱۳ اردیبهشت ۱۳۹۶، در معدن زغال‌سنگ یورت رخ داد ۴۳ معدنچی جان باختند. ۱۵ آبان‌ماه ۱۳۹۶، رئیس کل دادگستری استان گلستان اعلام کرد براساس جمع‌بندی گزارش کمیته حقیقت‌یاب، مقصر حادثه کارفرما بوده‌است.
گفته می‌شود تا اردیبهشت سال ۱۳۹۶ مجموعاً بیش از ۵۰۰ کارگر در آن کار می‌کرده‌اند. طول تونل این معدن حدود دو کیلومتر است.
بر اساس سندی که از گزارش هیئت مدیره معدن یورت منتشر شده‌است، سه نفر از پنج سهامدار معدن زغال‌سنگ زمستان یورت وابسته به «گروه مالی مهر اقتصاد» و از وابستگان نهاد بسیج مستضعفان هستند. این بانک در سال ۱۳۷۲ شمسی با نام مؤسسه قرض‌الحسنه بسیجیان تأسیس شده‌است و هم‌اکنون زیرمجموعه بنیاد تعاون بسیج مستضعفین است

## معادن در ایران
کشور ایران نزدیک به ۶۸ نوع ماده معدنی غیرنفتی با ۳۷ میلیارد تن ذخایر کشف شده و ۵۷ میلیارد تن ذخایر استخراج نشده دارد. آمار سال ۱۳۹۱ نشان می‌دهد که در ایران ۷۸۶۷ معدن شامل ۵۴۲۲ معدن فعال و ۲۰۸۶ معدن غیرفعال وجود دارد. از جمله معادن زغال‌سنگ شناخته شده در ایران یکی معدن سنگ چشمه در شهر ساری مرکز استان مازندران، معدن شمشک در نزدیکی تهران، معدن زیراب در شمال ایران، معدن آردهه تهران، معدن قشلاق قره داغلو و معدن زغال‌سنگ زمستان یورت در استان گلستان را می‌توان نام برد.

## انفجار در معدن و قربانیان حادثه (اردیبهشت ۱۳۹۶)

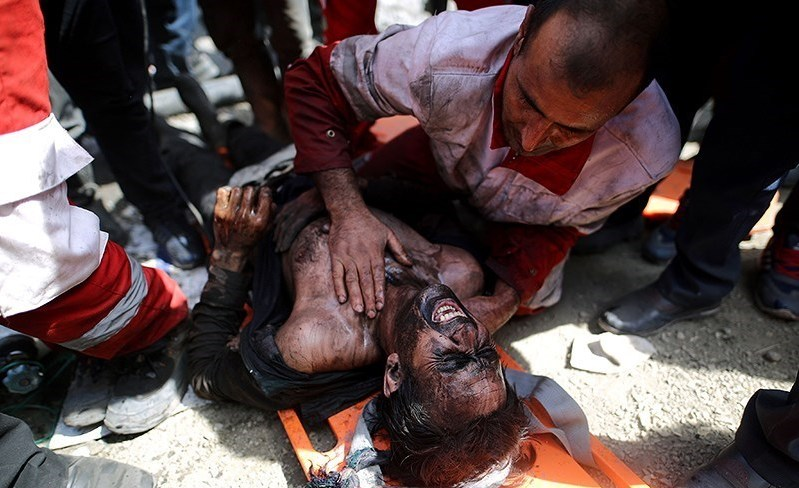

روز چهارشنبه ۱۳ اردیبهشت ۱۳۹۶، ساعت ۱۱:۳۰ صبح، انفجاری در معدن زغال‌سنگ یورت رخ داد که بر اثر آن ده‌ها کارگر در زیر زمین گرفتار شدند. این معدنچیان در عمق ۱۳۰۰ متری در فضای مملو از گاز مونو اکسید کربن و متان گرفتار شده بودند. مدیر کل جمعیت هلال احمر استان گلستان عصر همان روز اعلام کرد که نیروهای امدادی تنها توانسته‌اند به عمق ۸۰۰ متری برسند. آنهم در شرایطی که نیروهای امدادی نیز دچار گازگرفتگی شده و به عنوان مصدوم از تونل معدن خارج شدند.